# Macromitrium orthostichum
Macromitrium orthostichum là một loài Rêu trong họ Orthotrichaceae. Loài này được Nees ex Schwägr. mô tả khoa học đầu tiên năm 1842.